# Yago dos Santos
Yago Mateus dos Santos (Tupã - São Paulo, 9 de março de 1999) é um jogador de basquete brasileiro revelado pelo Palmeiras. Atualmente defende o KK Crvena Zvezda que disputa a Liga Sérvia de Basquetebol (KLS), Euroliga e a Liga Adriática (ABA Liga). É considerado uma das maiores revelações do basquete brasileiro da década de 2010.

## Carreira

### Paulistano
Foi a grande revelação da temporada 2016-17 do Novo Basquete Brasil, sobretudo nos play-offs, onde ajudou o Paulistano a alcançar a final da competição.
Em agosto de 2017 participou da Adidas Global Nations, realizado em Houston, Texas. Evento que reúne vários dos melhores jogadores do mundo todo na faixa etária dos 17 e 18 anos. Yago, representando o time latino-americano, que terminou na terceira colocação, fez 27 pontos, além de conseguir 5 rebotes e mais 5 assistências.
Em novembro de 2017 Yago conquistou seu primeiro título como profissional. O Paulistano se sagrou campeão paulista derrotando o Franca, na casa do adversário, fechando a série final em 3 a 2.
O atleta participou em março de 2018 pela primeira vez do Jogo das Estrelas. Além da partida, Yago competiu no "desafio das habilidades" contra outros atletas da NBB. O armador atuou durante 10:58 minutos, anotando 13 pontos, além de 3 assistências e 3 rebotes. No "desafio das habilidades", o jogador perdeu para Cauê Borges na primeira fase.
Em junho de 2018, Yago conquistou o seu primeiro título nacional ao contribuir com participação decisiva na final do NBB contra o Mogi das Cruzes. Na última partida dos play-offs, foi o cestinha da equipe com 21 pontos, além de pegar cinco rebotes.
Em outubro de 2018, o atleta chegou novamente a final do Campeonato Paulista, porém, nessa oportunidade, perdeu o título para o Franca.
Em 2019 ajudou o Paulistano a conquistar a sua melhor campanha na Liga das Américas, quando garantiu o terceiro lugar.
Yago Mateus deixou o Paulistano após 4 temporadas com médias de 16,0 pontos, 3,0 rebotes e 5,4 assistências por jogo.

### Flamengo
Em julho de 2020 foi contratado pelo Flamengo.
Em 2021 foi campeão brasileiro pela segunda vez, ajudando o Flamengo a conquistar seu sétimo título no NBB. Também conquistou o prêmio de MVP das finais.
Na conquista do título de 2021, Yago Mateus foi o jogador do Flamengo com maior média de tempo por jogo na temporada 2020/21, com média de 11,5 pontos em 37 jogos. Ele também conquistou a Liga dos Campeões da América e a Copa Super 8.
Em fevereiro de 2022, ele conquistou a Copa Intercontinental com o Rubro-Negro, da qual participaram representantes do Egito - Zamalek SC, Espanha - Hereda San Pablo Burgos  e Estados Unidos - Lakeland Magic.

### Ratiopharm Ulm

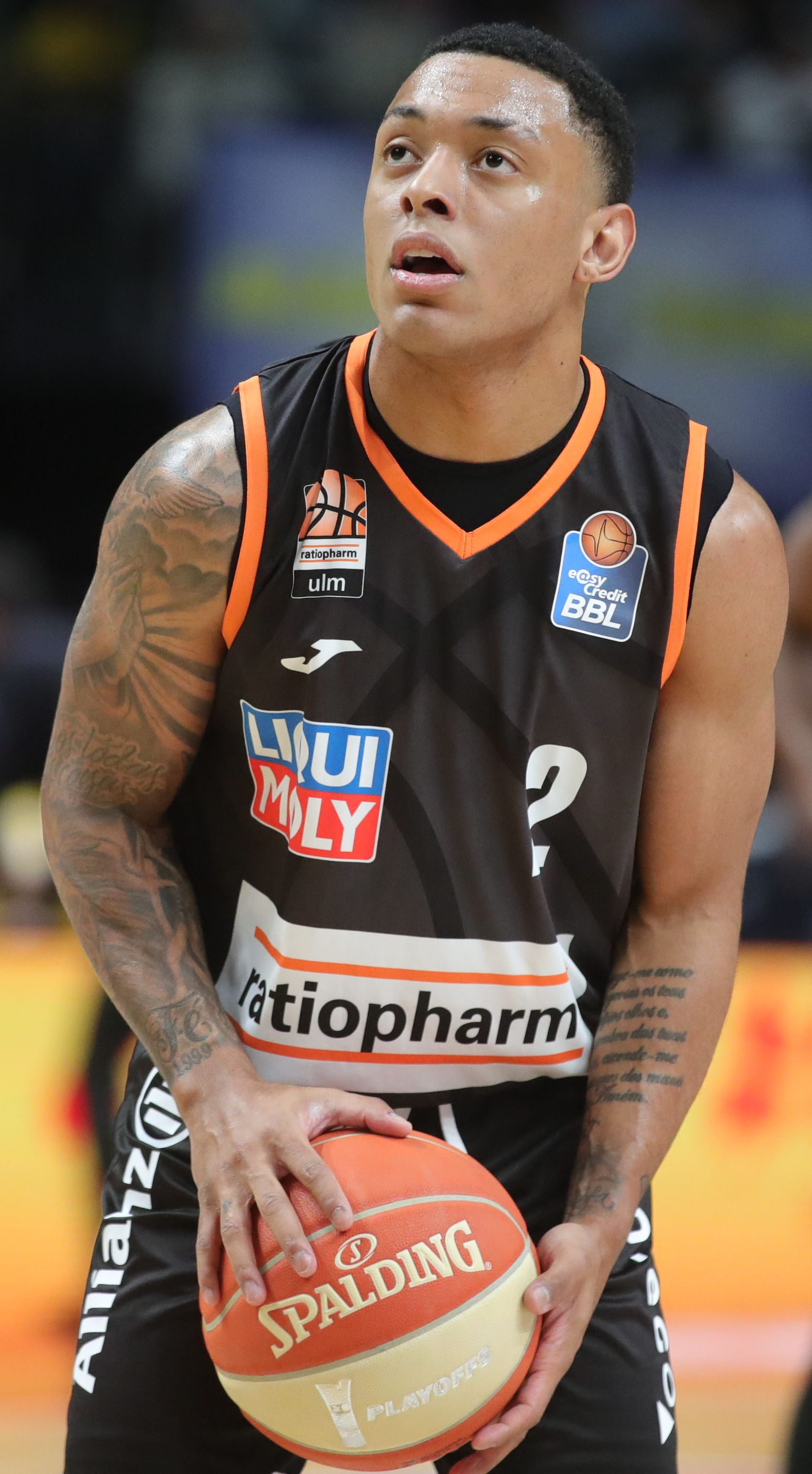
Bundesliga alemã de basquete 2022/23, quartas de final do play-off, jogo 3: ALBA Berlin x ratiopharm Ulm

Em julho de 2022 Yago assina com o Ratiopharm Ulm, equipe a qual já havia contratado anteriormente o pivô brasileiro Cristiano Felício, da Alemanha por dois anos. Em disputa da EuroCopa, em partida contra o Joventut Badalona em Badalona, sofreu insultos racistas de alguns torcedores da equipe catalã conforme imagens da televisão. Ao término da temporada 2022-23, com médias de 15.0 pontos, 3.5 rebotes, 5.7 assistências e 15.3 de efetividade, Yago sagrou-se campeão alemão dando ao Ulm seu primeiro título de sua história e de quebra conquistou o título individual de MVP das finais.

### Chicago Bulls
Yago Mateus disputou a temporada 2022/23 pelo Ratiopharm Ulm e foi eleito o MVP das finais. Assim chamou a atenção dos olheiros da NBA, que o convidaram para disputar a Summer League. Ele esteve presente em quatro jogos com o Chicago Bulls na competição obtendo média de 8,3 pontos e 4,5 assistências por partida.

### Estrela Vermelha
Em 17 de julho de 2023, Yago Mateus acertou com o Estrela Vermelha, de Belgrado, para a temporada 2023/24. Como resultado, vestirá a camisa do atual tetracampeão sérvio.
Em 9 de fevereiro de 2024, Yago Matheus tornou-se o brasileiro a conseguir mais assistências em uma partida  da Euroliga, ele realizou 14 assistências na derrota Estrela Vermelha por 93 a 91 para o Zalgiris Kaunas, da Lituânia.
Em 17 de fevereiro de 2024, Yago Mateus conquistou seu primeiro título pelo Estrela Vermelha, ele conquistou a Copa da Sérvia em cima do Partizan.
Yago Mateus conquistou o título de campeão da Liga Adriática com o Estrela Vermelha em 19 de maio de 2024. Em duelo na Arena Belgrado, o Estrela Vermelha venceu o terceiro jogo da série melhor de cinco nas finais, e garantiu o troféu com o 3×0 contra o Partizan. Yago ainda foi eleito o MVP da competição. Ele encerrou o confronto com 11 pontos, quatro assistências e três rebotes. Ao todo, ele acumulou 37 pontos ao longo de três jogos das finais.

### Seleção Brasileira
Em outubro de 2017 o jogador de Tupã foi convocado pela primeira vez para disputar uma competição oficial com a Seleção Brasileira profissional. Yago disputará as duas primeiras rodadas das Eliminatórias para a Copa do Mundo de Basquete que será realizada em 2019. As partidas serão contra Chile e Venezuela no final de novembro. Em sua estreia, na partida contra a seleção chilena, no dia 24 de novembro de 2017, Yago foi o líder da seleção em número de assistências, ao lado de Ricardo Fischer, com um total de seis, além de liderar o número de roubos de bola da equipe brasileira, com três. Marcou dez pontos e apanhou dois rebotes, atingindo assim, o melhor índice de eficiência do time brasileiro na partida.
Em 5 de agosto de 2018 o atleta conquistou o titulo do Sul-americano Sub-21 diante da Argentina na cidade de Salta. O placar em favor do Brasil ficou em 84 a 76. Yago marcou 20 pontos na final tornando-se o maior pontuador da equipe. O armador conquistou o troféu de MVP da competição.
Em julho de 2022, Yago liderou a equipe Sub-23, sob a orientação de Tiago Splitter, ao ouro na competição GLOBL Jam em Toronto. Na final ele marcou 30 pontos e 11 assistências e foi eleito o MVP do torneio.
Alguns meses depois, ele participou da Copa América 2022 em setembro e chegou à final contra a Argentina. Apesar de ter perdido em partida equilibrada por 75 a 73, Yago foi incluído entre os cinco melhores do torneio.
A Confederação Brasileira de Basquete (CBB) divulgou em 21 de agosto de 2023, a lista com os 12 atletas convocados para a Copa do Mundo. Dentre os nomes o de Yago. Em duelo contra a Costa do Marfim, anotou um duplo-duplo e guiou o Brasil para a segunda fase do Mundial, sendo exibição destacada no mundo todo.

## Títulos[40]

### Categorias de base
Palmeiras
- Campeão do Metropolitano e Estadual Sub-13 – 2013
- Campeão do Metropolitano e Estadual Sub-14 – 2014
- Campeão Estadual – 2015

Seleção Brasileira de Base
- Campeão do Campeonato Sul-americano Sub-15 - 2014
- Campeão do Campeonato Sul-americano Sub-21 - 2018

### Profissional
Paulistano
- Campeão do Campeonato Paulista - 2017[9]
- Campeão do Campeonato Brasileiro - 2017-18[12]

Flamengo
- Campeão do Campeonato Brasileiro - 2020-21[17]
- Campeão da Copa Super 8 - 2020-21[17]
- Campeão da Champions League Américas - 2020-21[17]

Ratiopharm Ulm
- Campeão Alemão -  2022-23[26]

 Estrela Vermelha
- Liga Adriática: 2023-24
- Copa da Sérvia - 2024

## Campanhas de destaque[40]

### Categorias de base
Palmeiras
- Vice-campeão estadual Sub-17 – 2016
- Terceiro colocado no estadual Sub-19 – 2016

Seleção Brasileira de Base
- Bronze na Copa América Sub-18 - 2016

### Profissional
Paulistano
- Vice-campeão do Campeonato Brasileiro - 2016-17
- Vice-campeão do Campeonato Paulista - 2018
- Terceiro colocado da Liga das Américas - 2019

## Prêmios

### Categorias de base
Seleção Brasileira de Base
- MVP do Campeonato Sul-Americano Sub-15 (2014)[41]
- MVP do Campeonato Sul-Americano Sub-21 (2018)[35]

### Profissional
Flamengo
- MVP das finais do NBB (2021)[17]

Ratiopharm Ulm
- MVP das finais da BBL (2023)[26]

## Estatísticas

### Temporada regular
| Ano     | Equipe     | Competição          | PJ | MPJ  | RT   | AS   | BR   | PPJ   |
| ------- | ---------- | ------------------- | -- | ---- | ---- | ---- | ---- | ----- |
| 2017    | Paulistano | NBB                 | 13 | 14.5 | 1.2  | 1.8  | 0.3  | 3.3   |
| 2017    | Paulistano | Campeonato Paulista | 13 | 25.2 | 4.15 | 6.07 | 0.84 | 12.3  |
| 2017–18 | Paulistano | NBB                 | 27 | 14.8 | 1.9  | 2.9  | 0.4  | 7.8   |
| 2018    | Paulistano | Campeonato Paulista | 11 | 24.5 | 2.9  | 2.45 | 0.81 | 16.45 |
| 2018–19 | Paulistano | NBB                 | 24 | 27.2 | 3.5  | 4.6  | 0.9  | 13.4  |

### Playoffs
| Ano  | Equipe     | Competição          | PJ | MPJ   | RT   | AS   | BR   | PPJ   |
| ---- | ---------- | ------------------- | -- | ----- | ---- | ---- | ---- | ----- |
| 2017 | Paulistano | NBB                 | 17 | 13.5  | 0.6  | 1.6  | 0.5  | 8.5   |
| 2017 | Paulistano | Campeonato Paulista | 12 | 20.25 | 3.5  | 4.5  | 0.75 | 10.25 |
| 2018 | Paulistano | NBB                 | 13 | 17.8  | 2.7  | 3.3  | 0.53 | 10.6  |
| 2018 | Paulistano | Campeonato Paulista | 4  | 27.29 | 4.75 | 3.25 | 0.25 | 14.75 |
| 2019 | Paulistano | NBB                 | 2  | 30.1  | 5.5  | 6.5  | 0.5  | 11    |

## Honrarias
- Medalha "Luís de Sousa Leão" - Tupã (2017)[42][nota 1]